# Intelligenza (informatica)
Si dice di un'apparecchiatura, impianto o sistema - elettrico o elettronico - dopo avervi applicato un computer o microcomputer, allo scopo di implementare la capacità di svolgere funzioni autonome e/o programmabili.
Generalmente, dopo questa applicazione, è possibile aggiungere o riprogrammare gli automatismi e le funzioni, questi/e possono essere anche molto sofisticati/e, attualmente alcune soluzioni commerciali utilizzano anche logica fuzzy.
Svolge un ruolo importante in questo senso la domotica.
In questo ambito intelligente viene solitamente contrapposto a tradizionale.